# Noriyuki Sakemoto
Noriyuki Sakemoto (酒本 憲幸 Sakemoto Noriyuki?, nacido el 8 de septiembre de 1984 en Wakayama) es un futbolista japonés que se desempeña como defensa en el Kagoshima United FC de la J2 League.

## Trayectoria

### Clubes
| Club                | País  | Año       |
| ------------------- | ----- | --------- |
| Cerezo Osaka        | Japón | 2003-2018 |
| Cerezo Osaka sub-23 | Japón | 2016-2018 |
| Kagoshima United FC | Japón | 2019-     |

## Estadística de carrera

### J. League
| Club                | Año   | J. League | J. League | Copa J. League | Copa J. League | Total | Total |
| Club                | Año   | Part.     | Goles     | Part.          | Goles          | Part. | Goles |
| ------------------- | ----- | --------- | --------- | -------------- | -------------- | ----- | ----- |
| Cerezo Osaka        | 2003  | 5         | 0         | 0              | 0              | 5     | 0     |
| Cerezo Osaka        | 2004  | 16        | 0         | 3              | 0              | 19    | 0     |
| Cerezo Osaka        | 2005  | 7         | 0         | 0              | 0              | 7     | 0     |
| Cerezo Osaka        | 2006  | 12        | 1         | 6              | 0              | 18    | 1     |
| Cerezo Osaka        | 2007  | 22        | 3         | -              | -              | 22    | 3     |
| Cerezo Osaka        | 2008  | 18        | 3         | -              | -              | 18    | 3     |
| Cerezo Osaka        | 2009  | 46        | 1         | -              | -              | 46    | 1     |
| Cerezo Osaka        | 2010  | 7         | 0         | 5              | 0              | 12    | 0     |
| Cerezo Osaka        | 2011  | 22        | 2         | 1              | 0              | 23    | 2     |
| Cerezo Osaka        | 2012  | 30        | 0         | 7              | 0              | 37    | 0     |
| Cerezo Osaka        | 2013  | 29        | 1         | 4              | 0              | 33    | 1     |
| Cerezo Osaka        | 2014  | 25        | 0         | 0              | 0              | 25    | 0     |
| Cerezo Osaka        | 2015  | 25        | 0         | -              | -              | 25    | 0     |
| Cerezo Osaka        | 2016  | 15        | 1         | -              | -              | 15    | 1     |
| Cerezo Osaka        | 2017  | 0         | 0         | 5              | 0              | 5     | 0     |
| Cerezo Osaka sub-23 | 2016  | 1         | 0         | -              | -              | 1     | 0     |
| Cerezo Osaka sub-23 | 2017  | 7         | 0         | -              | -              | 7     | 0     |
| Total               | Total | 287       | 12        | 31             | 0              | 318   | 12    |